# Schwartz a galaxisok között
A Schwartz a galaxisok között (angolul: Schwartz Between the Galaxies) Robert Silverberg tudományos-fantasztikus novellája. Először 1974 szeptemberében jelent meg a Stellar 1 antológiában a Ballantine kiadásában. Magyarul a Kétszázadik című novelláskötetben olvasható J. Magyar Nelly fordításában.
A novellát 1975-ben jelölték a Hugo-díjra.

## Történet
|  | Alább a cselekmény részletei következnek! |

A történet cselekménye a XXI. századi Földön játszódik, egy utópisztikus világban, ahol minden kulturális és faji különbség eltűnt, és egyetlen globális, nyugati típusú kultúrává alakult át. Főhőse pedig Thomas Schwartz, egy zsidó antropológus, aki ebben a környezetben értelmetlennek, céltalannak érzi saját munkáját és életét. Fantáziavilágba menekül, ahol léteznek földönkívüli életformák, és ezáltal az antropológia tudománya újra értelmet nyer.
|  | Itt a vége a cselekmény részletezésének! |

## Megjelenések

### angolul
1. Stellar 1, Ballantine, 1974
2. The Feast of St. Dionysus, Scribner’s, 1975
3. Perilous Planets, Weidenfeld & Nicolson, 1978
4. The Best of Robert Silverberg Volume 2, Gregg, 1978

### magyarul
1. Kétszázadik, Budapest, Metropolis Media Group, 2009, ford.: J. Magyar Nelly

## Lásd még
- Hugo-díjas novellák

## Külső hivatkozások
- Angol nyelvű megjelenések az ISFDB-től
- Részlet a novellából